# Хищнецы
Хищнецы́ (лат. Reduviidae) — крупнейшее по числу видов семейство отряда полужесткокрылые, представители которого широко распространены по всему миру.

## Описание

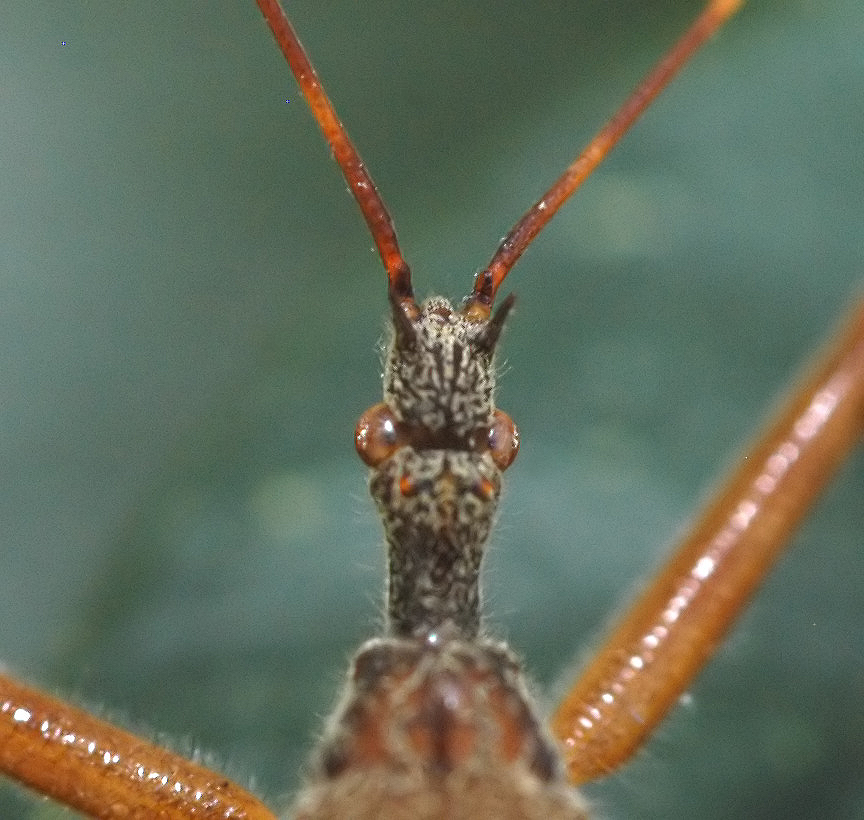
Голова Nagusta goedelii, Harpactorinae

Крупные, реже небольшие клопы. Окраска преимущественно чёрная, коричневая, бурая, ряд тропических видов обладает яркой окраской с наличием жёлтых, оранжевых, зелёных и красных цветов.
Голова продолговатая, почти цилиндрическая, сзади суженная в шейку. Глаза сложные выпуклые, ряд видов безглазые. Хоботок короткий, шиловидный, не вкладывается в желобок, состоит из 3, иногда 4 члеников. Усики нитевидные, длинные и тонкие, преимущественно 4-члениковые.
Переднеспинка с поперечной перетяжкой, разделена ею на более узкую переднюю и широкую заднюю части. Ноги преимущественно очень длинные, с короткими лапками, состоящими из 3 члеников и лишенными подушечек. Задние ноги, как правило, значительно длиннее передних, однако передвигаются насекомые медленно. Большинство видов имеет нормально развитые крылья, но также существуют короткокрылые и бескрылые формы.

## Распространение и местообитания

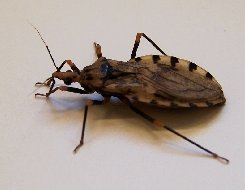
Panstrongylus geniculatus, Triatominae

Широко распространены по всему миру, преимущественно в Европе, Африке, Северной Америке. Известно около 7000 видов. На территории стран бывшего СССР около 90 видов. Обитают на деревьях и кустарниках, в траве, на земле, под камнями, в норах млекопитающих, гнездах птиц, в домах и других постройках человека.
Вид Empicoris culiciformis находили в гнездах белок, сорок и сорокопутов и других птиц. В Средней Азии ряд видов днём прячется в норах позвоночных животных и только ночью они выходят на поверхность в поисках добычи. Так, например, редувий Федченко (Reduvius fedtschenkianus) обитает в норах песчанок и степной черепахи. Редувий Христофа (Reduvius christophi) обитает в норах тонкопалого суслика.
Ряд видов (хищнец домашний, хищнец грязный, Stenolemus bogdanovi) являются синантропами и встречаются в домашних и хозяйственных постройках, где они охотятся за синантропными насекомыми.

## Образ жизни

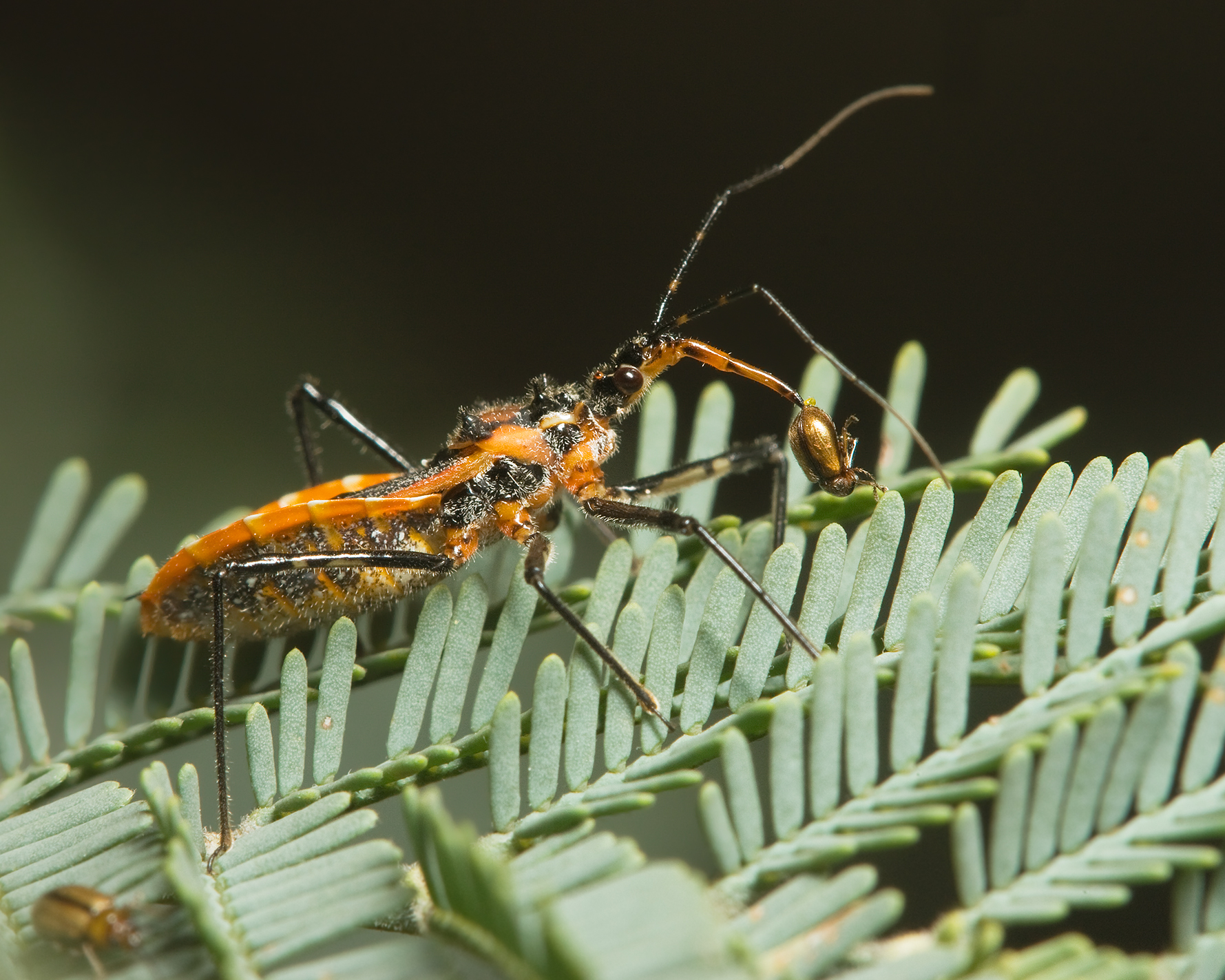
Gminatus australis c пойманным жуком

Преимущественно активны ночью. Днем прячутся в траве, на деревьях, в укрытиях. Активные хищники, питаются преимущественно насекомыми; ряд тропических видов питается кровью теплокровных животных и человека (представляют переход от хищников к паразитам).
Некоторые виды (Ptilocnemus lemur) охотятся на муравьёв или имеют с ними мутуалистические связи (Zelus).
Ряд видов пьют кровь и в связи с этим кусают людей. Триатомовые клопы (Triatominae) переносят болезнь Шагаса.

## Классификация

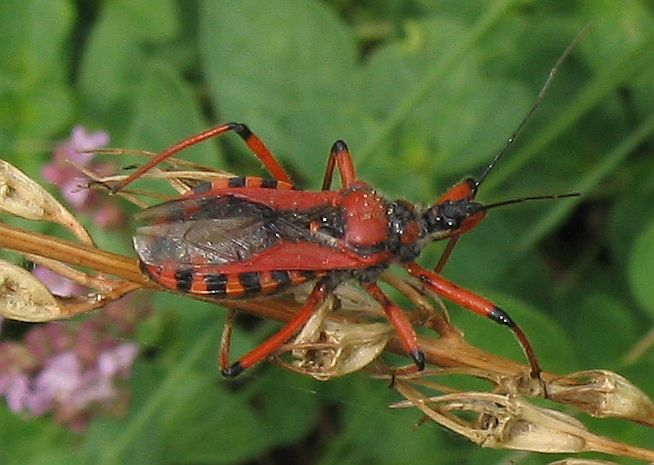
Rhynocoris iracundus

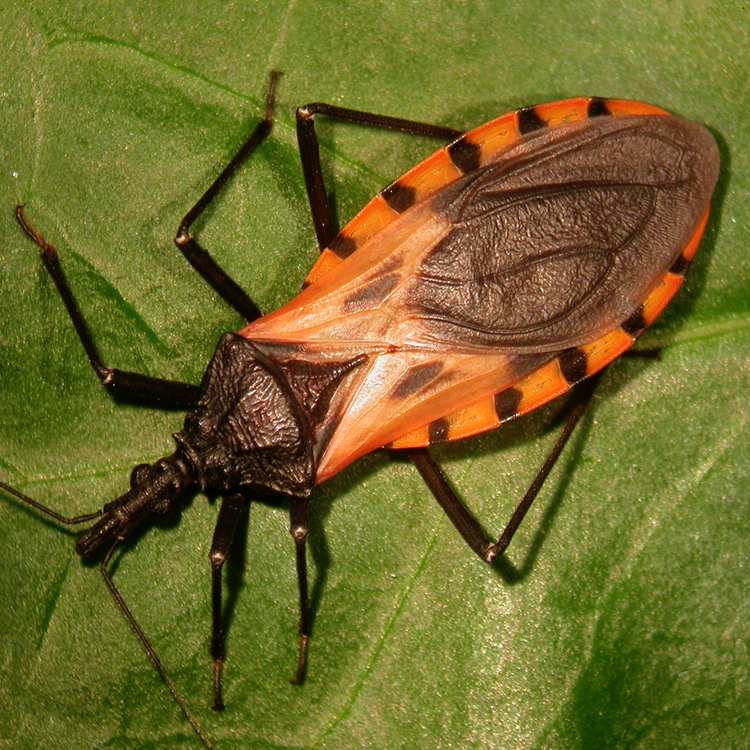
Triatoma dimidiata

Выделяют от 21 до 32 подсемейств.

### Подсемейства
- Apiomerinae
- Bactrodinae
- Centrocneminae
- Cetherinae
- Diaspidinae
- Ectrichodiinae
- Elasmodeminae
- Emesinae
- Hammacerinae
- Harpactorinae
- Holoptilinae
- Peiratinae
- Phonolibinae
- Phymatinae
- Physoderinae
- Reduviinae
- Rhabdocorinae
- Rhaphidosominae
- Saicinae
- Salyavatinae
- Sphaeridopinae
- Stenopodainae
- Tegeinae
- Triatominae
- Tribelocephalinae
- Visayanocorinae